# Emile Saint-Lot

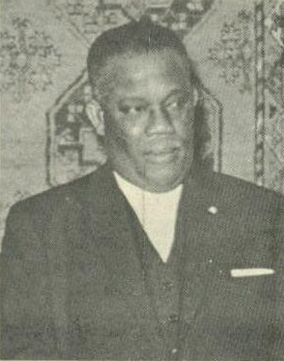
Emile Saint-Lot (1952)

Emile Saint-Lot (* 11. September 1904 in Bel Air, Haiti; † 17. August 1976 in New York City) war ein haitianischer Politiker, Journalist, Jurist und Diplomat.

## Leben
Saint-Lot wuchs während der amerikanischen Besatzung seiner Heimat auf und absolvierte als Jugendlicher eine landwirtschaftliche Ausbildung. Anschließend studierte er Jura an der Hochschule Saint-Louis de Gonzagne in Port au Prince, Haiti.

## Politik
Saint-Lot amtierte in Haiti in kurzen Perioden als Minister für die Bereiche Bildung, Gesundheit und Arbeit. Sein wichtigstes Amt war das des ersten Botschafters Haitis bei den Vereinten Nationen. In dieser Funktion gehörte er mit Eleanor Roosevelt zu den Initiatoren und Unterzeichnern der Allgemeinen Erklärung der Menschenrechte am 10. Dezember 1948. Als diplomatischer Völkerrechtler setzte er sich für die Befreiung und Staatsgründung Libyens, Somalias und Israels ein.